# Non faccio la guerra, faccio l'amore
Non faccio la guerra, faccio l'amore è un film del 1966, diretto da Franco Rossi.

## Trama
Un sommergibile tedesco, dopo vent'anni dalla fine della guerra, non si è ancora arreso e vaga nell'oceano trascinando un ufficiale mezzo rimbambito, una ciurma sparuta e inebetita, nonché Ombrina, una ragazza salvata da un naufragio quando aveva solo un anno e adottata dagli uomini dello strano natante. Un giorno, poiché per caso presso il sommergibile sommerso si è fermato lo yacht del miliardario sudamericano, don Getulio, sul lussuoso battello Ombrina viene mandata a rubare dei viveri. La ragazza incontra Nicola, il medico di bordo e lo cattura per cui viene in seguito punita dal comandante con un periodo di reclusione su di una isola deserta, dove, casualmente, finisce per trovarsi anche Nicola. Nel loro reciproco amore i due giovani trovano finalmente una ragione di vita. Vengono sposati dal capitano e in seguito, quando si scopre che Ombrina è la figlia del miliardario, mentre il sommergibile affonda, il capitano assume il comando dello yacht sul quale prende posto con piacere anche l'equipaggio. Ombrina e Nicola scelgono la libertà e si allontanano a nuoto.